# Thierry Romanens
Thierry Romanens, né en 1963 en France, est un comédien, chanteur d’origine suisse.

## Discographie
- 2000 : Le sens idéal.
- 2004 : Les saisons du paradis.
- 2006 : Le doigt.
- 2007 : Melting Fodge & Thierry Romanens.
- Mars 2009 : Je m'appelle Romanens.
- Mars 2011 : 'Round Voisard par Romanens & Format A'3.

## Autres réalisations

### Mises en scène
- 1996 : La dernière volonté d’Agrippas par Salut la Compagnie
- 2006 : Les Endives par Les Peutch[1]
- 2011 : Vol au-dessus d'un nid de Kohler par Vincent Kohler
- 2011 : Partout l'amour nouveau tour de chant de Romaine
- 2015 : Molière - Monfaucon 1-1 de Lionel Frésard
- 2017 : L'émeute de Yvan Richardet

### Spectacles
Salut la Compagnie (Suisse), fondée en 1996 par Thierry Romanens, Claude Studer et Brigitte Romanens-Deville
- 1996 : La dernière volonté d’Agrippas, de Faro et Fracheboud, mise en scène par Thierry Romanens et Brigitte Romanens-Deville
- 1997 : Piqûres de mystique, de Thierry Romanens, mise en scène par D. Maillefer
- 1997 : La vieille d’Ogoz, de Thierry Romanens, mise en scène par D. Bianchi
- 1998 : Fa Mi, de Thierry Romanens, mise en scène par Gérard Diggelmann
- 2009 : Voisard, vous avez dit Voisard, par Romanens & Format A'3
- 2016 : Courir, d'après Jean Echenoz, par Romanens & Format A'3, mise en scène Thierry Romanens et Robert Sandoz

Romanens en concert :
- 1998 : Thomas Ruelle
- 2000 : Le sens idéal
- 2004 : Les saisons du paradis
- 2006 : Le doigt
- 2009 : Je m'appelle Romanens
- 2011 : Voisard, vous avez dit Voisard, Récital autour de l'œuvre du poète Alexandre Voisard

### Humoriste
Les Dicodeurs, jeu radiophonique diffusé par la Radio télévision suisse sur La Première.

## Récompenses
- 1992 : Prix spécial du Jury au Festival international d’humour de Rochefort.
- 1992 : Devos d’honneur au Festival de Tournai.
- 1994 : Grand prix Romandie du spectacle 1994[2].
- 1997 : Prix Suisse de la scène « Goldener Thunfisch 98 ».
- Mai 2003 : Prix du grand jury, Festival Alors chante, Mautauban (F).
- Mars 2004 : Prix coup de cœur, Mars en chansons, Charleroi (B).
- 2004 : Révélation, Coups de cœur francophones, Montréal (CAN)[3].
- 2006 : Lauréat des Prix Culturels Vaudois 2006.